# 1052

## Родени
- 23 май – Филип I, крал на Франция